# Condado de Tolosa
O Condado de Tolosa foi uma entidade política feudal fundada nos finais do século VIII independente, prestando no entanto vassalagem a diferentes reinos ao longo da história. Teve o seu apogeu na primeira metade do século XIII a quando da Guerra Santa e da Cruzada albigense e pelo Tratado de Meaux-Paris foi em 1271 integrada nas posses da Coroa de França.
Ele foi um antigo condado no sul da França e seu proprietário era um dos seis Pares da França. Ele foi criado por Carlos Magno em 778, como consequência da Batalha de Roncesvalles para coordenar a defesa contra os bascos que, após a derrota dos francos, avançavam sobre a Aquitânia. Como consequência disto, o conde Corso de Tolosa, foi feito prisioneiro (por volta de 787) e em 790, graças aos esforços do duque Lupo II, na Dieta de Worms, foi dispensado de suas funções e substituído por Guilherme de Gelona.
O condado foi construído no reino da Aquitânia e, três anos depois de sua criação o reino da Aquitânia desintegrou-se (850) e o centro do poder moveu-se para Poitiers e os condes de Rouergue, que possuíam também o Toulouse e cuja sucessão era transmitida hereditariamente. Os condes de Toulouse também incorporaram as  funções de marqueses de Gótia e duques de Narbona.

## Condes de Tolosa

### Condes não dinásticos
| # | Nome            |  | Início do governo | Fim do governo | Cognome(s) | Notas                     |
| - | --------------- |  | ----------------- | -------------- | ---------- | ------------------------- |
| 1 | Corso           |  | 778               | 790            |            | Primeiro conde de Tolosa. |
| 2 | São Guilherme I |  | 790               | 806            | O Santo    |                           |
| 3 | Begão           |  | 806               | 816            |            |                           |
| 4 | Berengário I    |  | 816               | 835            | O Sábio    |                           |

### Casa de Tolosa

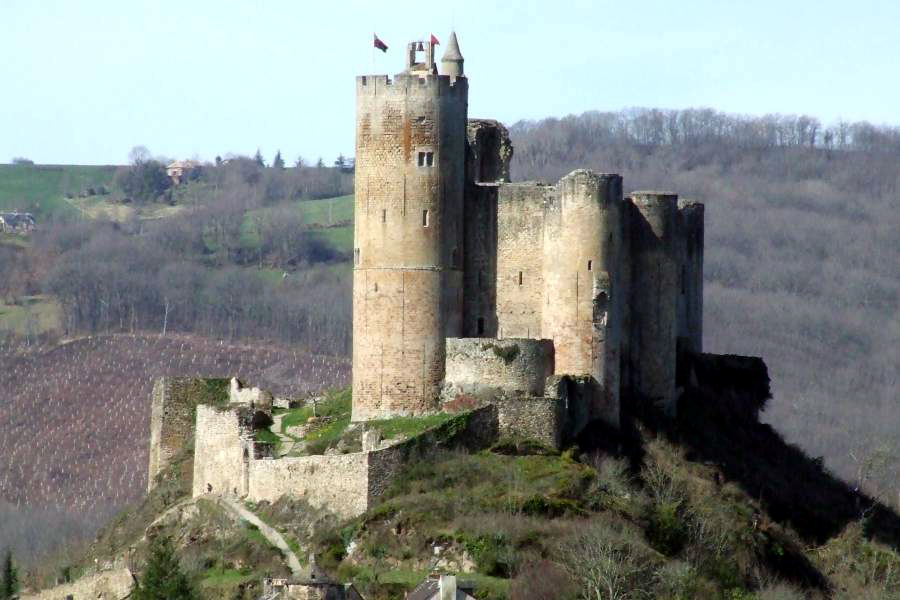
O Castelo de Najac - Construído por Afonso de Poitiers

| #  | Nome                  |  | Início do governo | Fim do governo | Cognome(s) | Notas                                        |
| -- | --------------------- |  | ----------------- | -------------- | ---------- | -------------------------------------------- |
| 5  | Bernardo I            |  | 835               | 844            |            |                                              |
| 6  | Guilherme II          |  | 844               | 849            |            |                                              |
| 7  | Fredo                 |  | 849               | 852            |            |                                              |
| 8  | Raimundo I            |  | 852               | 863            |            | Irmão de Fredo.                              |
| 9  | Hunifredo             |  | 863               | 865            |            | Usurpador.                                   |
| 10 | Bernardo II           |  | 865               | 872            |            | Filho de Raimundo I                          |
| 11 | Bernardo III          |  | 872               | 886            |            | Filho de Bernardo I e irmão de Guilherme II. |
| 12 | Guilherme III         |  | 886               | 887            | O Piedoso  |                                              |
| 13 | Eudo                  |  | 887               | 918            |            | Irmão de Bernardo II.                        |
| 14 | Raimundo II           |  | 918               | 923            |            |                                              |
| 15 | Raimundo III Pôncio I |  | 923               | 951            |            |                                              |
| 16 | Pôncio II             |  | 951               | 987            |            |                                              |
| 17 | Guilherme IV          |  | 987               | 1037           |            | Irmão de Pôncio II.                          |
| 18 | Pôncio III            |  | 1037              | 1060           |            |                                              |
| 19 | Guilherme V           |  | 1060              | 1088           |            |                                              |

### Casa de Toulouse(Linha Trípoli)

Os Estados latinos do Oriente em 1102O condado de Tortosa será o futuro condado de Tripoli.

| #  | Nome        |  | Início do governo | Fim do governo | Cognome(s) | Notas |
| -- | ----------- |  | ----------------- | -------------- | ---------- | --- |
| 20 | Raimundo IV |  | 1088              | 1105           |            | Irmão de Guilherme V. Herdou o condado de Toulouse, com a morte de seu irmão Guilherme V. Apesar de ter herdado o condado, a filha de Guilherme e sobrinha de Raimundo, Filipa de Toulouse (esposa de Guilherme IX da Aquitânia) reivindica o condado para si. |
| 21 | Beltrão     |  | 1105              | 1112           |            | |
| 22 | Afonso I    |  | 1112              | 1148           |            | Irmão de Beltrão, esteve ausente na Guerra Santa. Durante a sua ausência, Filipa de Toulouse tomou o poder. |
| 23 | Filipa      |  | 1114              | 1117           |            | Filha de Guilherme V. Governa conjuntamente com Guilherme VI, durante a ausência do primo, Afonso I. |

### Casa de Poitiers
| #  | Nome         |  | Início do governo | Fim do governo | Cognome(s)          | Notas                                                 |
| -- | ------------ |  | ----------------- | -------------- | ------------------- | ----------------------------------------------------- |
| 24 | Guilherme VI |  | 1114              | 1119           | O Trovador, O Jovem | Governa conjuntamente com a esposa, Filipa, até 1117. |

### Casa de Toulouse(Linha Trípoli)
| #  | Nome         |  | Início do governo      | Fim do governo         | Cognome(s) | Notas                                                                             |
| -- | ------------ |  | ---------------------- | ---------------------- | ---------- | --------------------------------------------------------------------------------- |
| 25 | Raimundo V   |  | 1148                   | 1183                   |            | Filho de Afonso I. Governa conjuntamente com o seu irmão, Afonso II.              |
| 26 | Afonso II    |  | 1148                   | 1194                   |            | Governa conjuntamente com o seu irmão, Raimundo V, até 1183, data da morte deste. |
| 27 | Raimundo VI  |  | 1194                   | 2 de Agosto de 1222    |            | Filho de Raimundo V.                                                              |
| 28 | Raimundo VII |  | 2 de Agosto de 1222    | 27 de Setembro de 1249 |            |                                                                                   |
| 29 | Joana        |  | 27 de Setembro de 1249 | 25 de Agosto de 1271   |            | Filha de Raimundo VII. Governa conjuntamente com Afonso III.                      |

### Casa de França
| #  | Nome       |  | Início do governo      | Fim do governo       | Cognome(s) | Notas                                      |
| -- | ---------- |  | ---------------------- | -------------------- | ---------- | ------------------------------------------ |
| 30 | Afonso III |  | 27 de Setembro de 1249 | 25 de Agosto de 1271 |            | Governa conjuntamente com a esposa, Joana. |

Em 1271 o condado foi anexado por Filipe III de França. Em 1369 Luís de Anjou, filho de Luís VIII e irmão de Luís IX, reis da França, retoma o Rouergue dos Ingleses.

### Condes daCasa de Toulouse-Lautrec

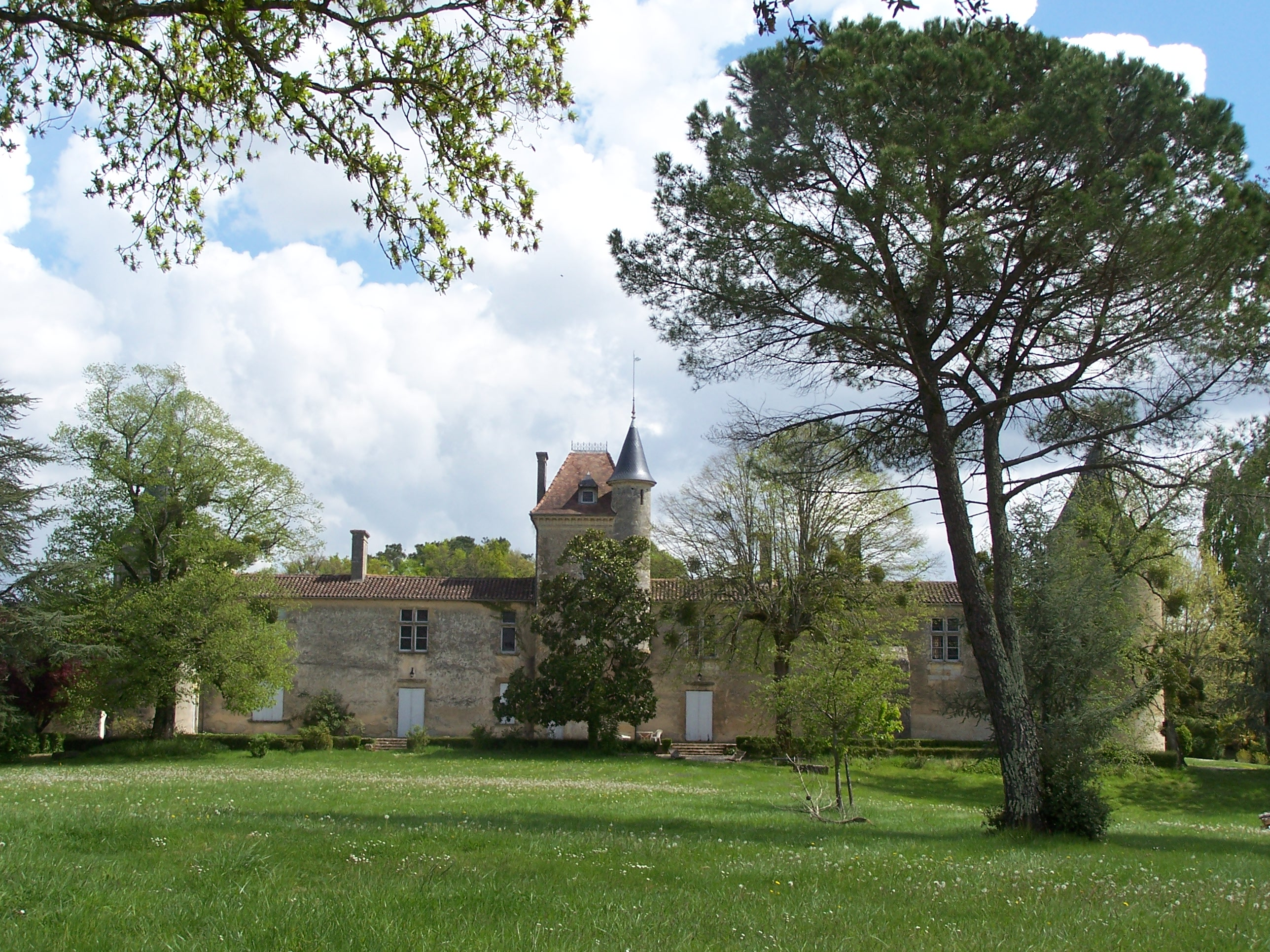
O castelo de Malromé - Sua constrção remonta ao séc XVI, cuja referencia é Estevão de Lancre, membro do Parlamento de Bordeaux, senhor de Saint-Macaire e Rauzan. Em 1883, a Condessa Adélia de Toulouse-Lautrec comprou o castelo, cujo desfrute maior seria de seu filho, o pintor Henrique de Toulouse-Lautrec.

Foi este o único ramo sobrevivente da família e seus membros mais importantes foram:
- Afonso de Toulouse-Lautrec-Monfa (1838-1913), conde. Casou-se com Adélia Tapié de Celeyran, com quem teve:
  - Henrique Marie Raymond de Toulouse-Lautrec Monfa (1864-1901), conde, litógrafo e  pintor pós-impressionista.
- Guillherme de Toulouse-Lautrec-Monfa (1902-1955), sobrinho do pintor, casou-se em 1933 com Maria-Pierre Adélaïde Lévêque de Vilmorin (1901-1972), journalista francesa, filha de Filipe Lévêque de Vilmorin, e de Melânia de Gaufridy de Dortan, com quem teve dois filhos:
  - Constância de Toulouse-Lautrec-Monfa (1934), condessa. Casou-se com  Maurício Dumoncel
  - Carlos Constantino de Toulouse-Lautrec-Monfa (1936), conde. Casou-se com Miranda Redfield

A linhagem dos viscondes de Lautrec originou-se com Pedro de Foix,  filho de João III de Foix, e irmão de Gastão IV de Foix.